# Гарін Федір Захарович
Гарін Федір Захарович (9 жовтня (26 вересня) 1914, Шяуляй, Литва — 6 березня 1998, Полтава) — український радянський поет, журналіст, перекладач. Член СПУ (з 1954).

## Біографія
Народився у місті Шяуляй в Литві. 1917 року з батьками переїхав до Полтави. Навчявся у Київському університеті (1934–41), закінчив Вищі літературні курси при Літературному інституті у Москві (1958). Друкуватися почав 1937 року — в періодиці виходили його поезії, поеми, статті та нариси. Під час Другої світової війни жив у Татарстані, де уклав російською мовою збірку віршів українських поетів «Украина мстит» (Казань, 1944), частину перекладів здійснив сам. У 1944—1946 роках працював у редакції газети «Київська правда», потім переїхав до Полтави, де працював музейним інспектором, журналістом.

## Творчість
В 1944 році уклав і видав російською мовою збірку віршів українських поетів «Україна мститься» — про боротьбу радянського народу проти фашистських загарбників. Автор збірок «Над Ворсклою» (Київ, 1953), «Моя Полтавщина» (Москва, 1960, російською), «Вірний тобі» (Харків, 1965), «Подив» (Харків, 1968), «Троянди і метал» (Харків, 1968), «Клич» (Київ, 1971), «Белые крыши» («Білі дахи», Москва, 1973, російською), «Усе починалося з тебе» (Харків, 1974) — про працю радянських людей, «І знову в дорогу» (Харків, 1979), «Вибране» (Харків, 1984), «Червоні сполохи» (Харків, 1988).
Перекладач творів Я. Райніса, К. Хетагурова, А. Церетелі, Джамбула Джабаєва.